# كامينوغورسك
كامينوغورسك (بالروسية: Каменногорск) هي إحدى مدن روسيا في الكيان الفدرالي الروسي لينينغراد أوبلاست.